# Columbus (Geòrgia)
Columbus és una ciutat ubicada al Comtat de Muscogee a Geòrgia, Estats Units d'Amèrica, de 186.291 habitants segons el cens de l'any 2000 i amb una densitat de 332,6 habitants per km². Columbus és la 120a ciutat més poblada del país. Es troba a uns 170 quilòmetres per carretera de la capital de Geòrgia, Atlanta. El riu Chattahoochee irriga la ciutat i forma la frontera amb l'estat d'Alabama. A l'altra banda del riu es troba la població més petita de Phenix City.
Els últims cinc alcaldes de la ciutat han sigut: Bobby G. Peters (1995–2003), Robert Poydasheff (2003–2007, partit Republicà), Jim Wetherington (2007–2011), Teresa Tomlinson (2011–2019, partit Demòcrata), i l'actual alcalde a 2019, en Berry “Skip” Henderson (2019-present).

## Ciutats agermanades
Geòrgia està agermanada amb les següents ciutats:
- Zúgdidi, Geòrgia
- Kiryū, Japó
- Bistriţa, Romania

## Personatges il·lustres
Alguns personatges il·lustres, nascuts o vinculats a Columbus, inclouen, entre d'altres:
- Ma Rainey (1886-1939), cantant de blues, coneguda com a "la mare dels blues".
- Justina Huff (1893-1977), actriu de pel·lícules mudes.
- Louise Huff (1895-1973), actriu de pel·lícules mudes.
- Nunnally Johnson (1897-1977), director de cinema.
- Carson McCullers (1917-1967), escriptora.
- Robert Cray (1953), cantant i guitarrista de blues.
- etc.